# Zhang Zhijie
Zhang Zhijie (en chino, 张志杰; Jiaxing, China; 30 de enero de 2007-Yogyakarta, Indonesia; 30 de junio de 2024) fue un jugador de bádminton chino. El 30 de junio de 2024, cuando representó a China en Indonesia para participar en el Campeonato Asiático Juvenil de Bádminton de 2024, de repente se desmayó y tuvo convulsiones en el partido del grupo de equipos mixtos, y murió después de un rescate ineficaz. Tenía solo 17 años.

## Carrera
Zhang ganó el Dutch Junior International de 2024 al vencer al también chino Hu Zhe An por 21–10, 11–21, 13–21.
Zhang fue finalista del German Junior de 2024 tras perder la final ante Wang Zi Jun por 13–21, 21–16, 16–21.
También destacó a nivel de dobles mixto donde ganó el campeonato junior asiático de 2024 en Indonesia.

## Muerte
El 30 de junio de 2024, en el partido del grupo de equipos mixtos del Campeonato Asiático Juvenil de Bádminton 2024 celebrado en Indonesia, cuando Zhang Zhijie jugaba contra el jugador japonés Hisama Kawano, cae de manera súbita al suelo después de completar el intermedio del primer juego. Incluso presentó convulsiones. Más tarde lo sacaron del campo, pero el equipo médico del juego no le aplicó medidas de resucitación avanzada de emergencia como un desfibrilador externo automático o reanimación cardiopulmonar durante el proceso. Los jugadores japoneses contrarios y los entrenadores del equipo chino inmediatamente intentaron acercarse para controlar la situación pero fueron detenidos por el árbitro. Después de ser enviado al hospital, murió a las 23:20 de ese día a pesar de los esfuerzos de rescate que fueron ineficaces.
Posteriormente, el Hospital General Dr. Sardjito en Indonesia celebró una conferencia de prensa para anunciar los detalles del proceso de rescate relacionado con la muerte repentina de Zhang Zhijie, afirmando que fue enviado al hospital 2 minutos después de que cayera al suelo en el lugar. Murió antes de llegar. Sin pulso y sin poder respirar por sí solo, el hospital le realizó una reanimación cardiopulmonar durante tres horas, pero aun así fue ineficaz. Fue declarado muerto a las 20:50 horas. Sin embargo, el cuerpo técnico del equipo chino intentó trasladarlo a otro hospital para recibir tratamiento, por lo que posteriormente fue enviado a otro hospital, en donde se le realizaron nuevamente reanimación cardiopulmonar, y no fue hasta las 23:20 que el rescate fue nuevamente declarado ineficaz.
El incidente atrajo mucha atención. La hermana de Zhang Zhijie expresó sus condolencias en las redes sociales y también criticó las condiciones médicas locales por no realizar de inmediato las labores de rescate como debían de haberse realizado. Lu Xiao, subdirector del Departamento de Emergencias del Segundo Hospital Afiliado de la Facultad de Medicina de la Universidad de Zhejiang, también publicó un artículo cuestionando que el equipo médico indonesio haya perdido el momento dorado de emergencia, lo que condujo a la tragedia. La Federación Asiática de Bádminton, la Asociación Indonesia de Bádminton y el comité organizador también emitieron un anuncio afirmando que "el mundo del bádminton mundial ha perdido a un jugador talentoso" y expresaron su más sentido pésame a los padres, la familia de Zhang Zhijie y la Asociación China de Bádminton. Mao Ning, portavoz del Ministerio de Asuntos Exteriores de la República Popular China, también respondió: "El Consulado General de la República Popular China en Surabaya se ha puesto inmediatamente en contacto y coordinado con la parte indonesia para llevar a cabo un tratamiento integral, y envió personal al lugar del incidente para realizar labores” y “lamenta profundamente el lamentable fallecimiento del involucrado, expreso mi pesar y pésame, y expreso el pésame a su familia”.
El campeón mundial de bádminton, el hindú P. V. Sindhu, dio sus condolencias a la familia de Zhang. La Badminton World Federation, Badminton Asia, Chinese Badminton Association y Badminton Association of Indonesia lamentaron la pérdida de Zhang. Los atletas chinos y la Xinhua News Agency criticaron a los organizadores de los eventos de bádminton, eso porque tuvieron que esperar el permiso del réferi para dar la atención médica. Como respuesta, la Badminton Association of Indonesia anunció que pedirían a la Badminton World Federation reconsiderar la regla de que los médicos necesitan de un permiso para poder atender a los jugadores.